# روز جهانی موزه

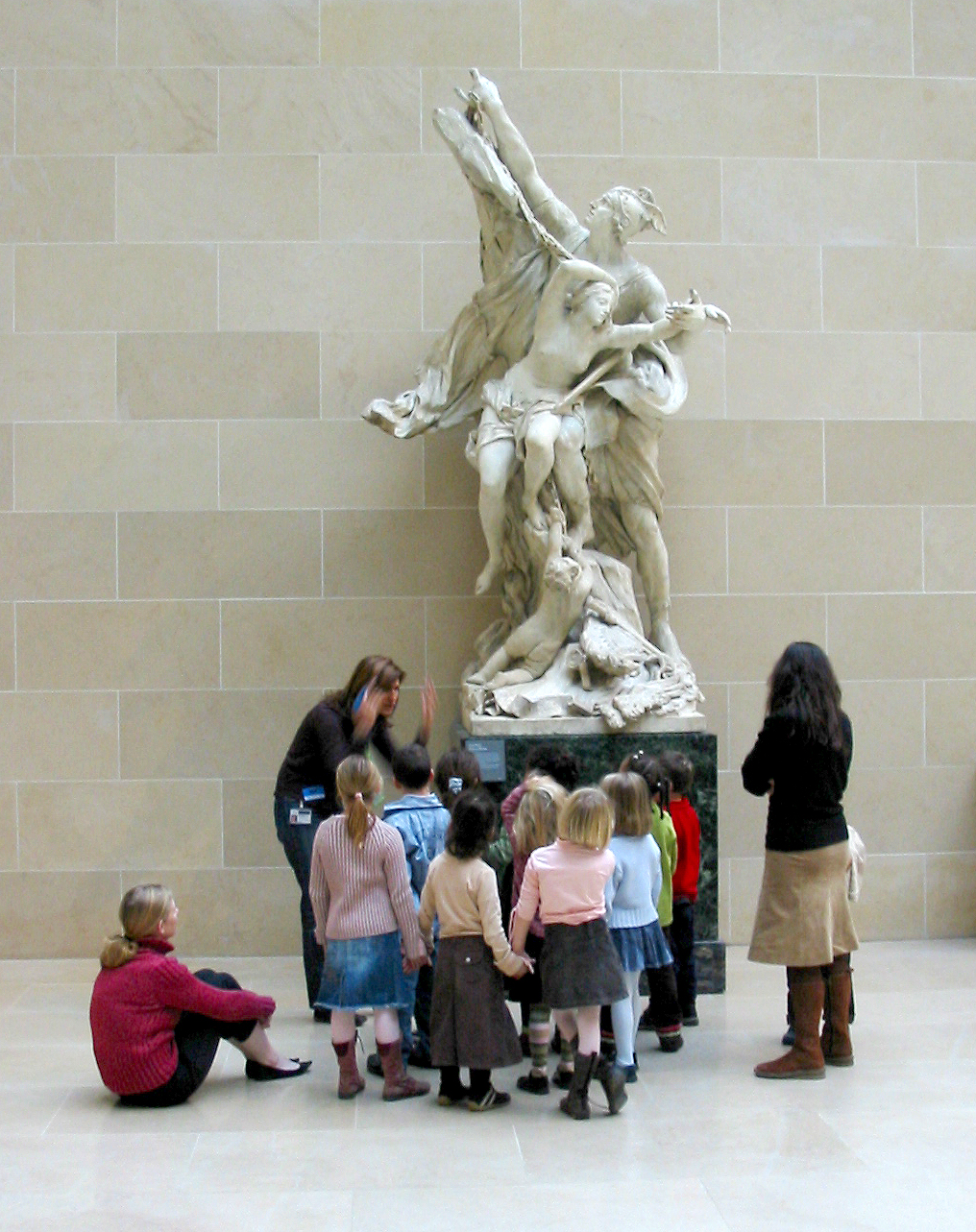
آشنایی کودکان با هنر. موزه لوور، پاریس.

روز جهانی موزه (انگلیسی: International Museum Day) مناسبتی بین‌المللی است که هر ساله روز ۱۸ می (۲۸ اردیبهشت) توسط شورای بین‌المللی موزه (ICOM) برگزار می‌شود.
این رویداد هر ساله یک موضوع مشخص را برجسته می‌کند و فرصتی را به متخصصین موزه که امکان دیدار مستقیم با مردم را به دست بیاورند و چالش‌هایی که موزه با آن روبرو می‌باشد را برجسته می‌کند.
در واقع هدف این است که موزه جایگاه خود را به عنوان که یک نهاد غیر خصوصی و دائمی برای عموم مردم به دست بیاورد. نهادی که در خدمت و توسعه جامعه است که میراث ملموس و ناملموس بشریت را در هر کشور نگهبانی می‌کند و محیطی را برای اهداف آموزشی، مطالعه و شناخت با گذشته ایجاد می‌کند.
در نتیجه روز جهانی موزه امکانی ست برای بالا بردن آگاهی عمومی در مورد نقش موزه در توسعه جامعه امروز، در سطح بین‌المللی نقش ایفا می‌کند.

### هدف روز جهانی موزه
در این روز به‌طور معمول موضوعی را مشخص می‌کنند تا مردم و علاقه مندان به صورت مستقیم از موزه دیدن کنند و در رابطه با موضوعی که موزه برجسته کرده‌است بحث و گفتگو کنند. با این نام گذاری موزه‌ها جایگاه و ارزش خود را به عنوان یک نهاد دائمی در بین مردم به دست می‌آوردند. این نهاد وظیفه دارد میراث ملموس و ناملموس جامعه بشری را نگهداری کند و فضایی را برای اهداف آموزشی و مطالعه بیشتر آماده کند. نقش موزه در تبادلات فرهنگی، غنی‌سازی فرهنگ‌ها، توسعه درک متقابل، همکاری و صلح میان مردم بسیار پررنگ است و با تعیین روز موزه آگاهی مردم در مورد نقش موزه‌ها در سطح بین‌المللی بالا می‌رود.

### شعار روز جهانی موزه
هرسال از سوی شورای ایکوم شعاری به‌عنوان شعار روز جهانی موزه انتخاب می‌شود که باهدفی خاص سعی در برجسته کردن آن موضوع دارند. از سال ۲۰۲۰ برای روز جهانی موزه، شعاری انتخاب می‌شود که در حمایت از اهداف مندرج در اهداف توسعه پایدار سازمان ملل متحد است. به عنوان مثال شعار سال ۲۰۲۳، موزه‌ها، پایداری و زیست بهتر است.